# Altenmarkt bei Sankt Gallen
Altenmarkt bei Sankt Gallen – gmina targowa w środkowej Austrii, w kraju związkowym Styria, w powiecie Liezen. Według Austriackiego Urzędu Statystycznego liczyła 848 mieszkańców (1 stycznia 2015). Leży na trójstyku trzech krajów związkowych Austrii: Dolnej Austrii, Górnej Austrii oraz Styrii.